# Loffe som miljonär
Loffe som miljonär är en svensk komedifilm från 1948 i regi av Gösta Bernhard. I huvudrollerna ses Elof Ahrle, Iréne Söderblom, Sture Lagerwall och Marianne Gyllenhammar.

## Om filmen
Filmen premiärvisades den 15 november 1948 på biograf Aveny i Göteborg. Stockholmspremiär ägde rum annandag jul samma år på biograf Astoria vid Nybrogatan. Filmen spelades in vid Imagoateljéerna i Stocksund av Sven Thermænius. Som förlaga har man en fri tolkning av Ludvig Holbergs pjäs Jeppe på berget som uruppfördes på Teatern i Lille Grønnegade i Köpenhamn år 1722. 
Loffe som miljonär har visats vid ett flertal tillfällen i SVT, bland annat 1995, 2005, i maj 2019 och i september 2021.

## Rollista i urval
- Elof Ahrle – Loffe Frid, luffare/baron Elof Gustaf Jeremias Ezebius Igelstam
- Sture Lagerwall – skådespelaren Helmer/Igelstams betjänt/filmens introduktör
- Iréne Söderblom – Lisa Lagberg/Elisabeth Flower, filmskådespelare
- Fritiof Billquist – Magnus Häggström
- Marianne Gyllenhammar – skådespelerskan Ingrid/Valencia
- Wiktor "Kulörten" Andersson – Trubbnos, luffare
- Rut Holm – skådespelerskan Tora/kokerskan Rutan
- Carl-Gustaf Lindstedt – ena brodern Knas
- Nils "Knas" Ohlson – andra brodern Knas
- Gunnar "Knas" Lindkvist – Emil Knas, tredje brodern
- Harry Rydberg – Lången, luffare
- Harry Sylvner – Skånske Viktor, luffare
- Peggy – hunden Pettersson
- Alf Östlund – baron Igelstam
- Arne Källerud – skådespelare
- Arne Lindblad – Greven, luffare
- Gösta Jonsson – den svartsjuke skådespelaren
- Birgit Wåhlander – fru Häggström

## Filmmusik i urval
- Med mycke sol och mycke luft, kompositör Jules Sylvain, text Fritz Gustaf, instrumental
- Min bästa kamrat, kompositör Olle Lindholm och Gösta Bernhard, text Gösta Bernhard, sång Elof Ahrle och Iréne Söderblom, framförs på dragspel av Iréne Söderblom
- Balladen om herr Rosenbloms spelemän (Vi har kommit från Björksund och vi hittar inte hem), kompositör och text Ulf Peder Olrog, sång Anders Börje
- Kullerullvisan (Dalecarlian Girl), musikbearbetning Lille Bror Söderlundh, text Karl-Erik Forsslund, sång Anders Börje
- Snälla små barn, kompositör och text Gösta Bernhard, sång Elof Ahrle
- Det var en härlig tid (Vilken härlig tid!), kompositör Kai Gullmar, text Gösta Bernhard, sång Elof Ahrle, Gösta Bodin, Stig Johanson, Curt "Minimal" Åström, Georg Adelly, Astrid Bodin och Siegfried Fischer